# Artabotrys congolensis
Artabotrys congolensis är en kirimojaväxtart som beskrevs av De Wild. och Théophile Alexis Durand. Artabotrys congolensis ingår i släktet Artabotrys och familjen kirimojaväxter. Inga underarter finns listade i Catalogue of Life.